# Sina Nedadahandeh
Sina Nedadahandeh, född 21 september 1985, i Iran men uppvuxen i Malmö, är en producent och DJ som spelar orientalisk musik, Electrohouse, Progressiv house och Chillout.
Han började spela keyboard vid 7 års ålder och intresserade sig ganska snart för elektronisk musik. I Sverige hade intresset för orientalisk musik inte varit stort förrän man på senare tid hade hört artister vars musik hade inspirerats från mellanöstern. Sina var därför den första att bland annat forska och utveckla den orientaliska musiken och dess skalor, som grundar sig på kvartstoner. Han framförde det enda svenska verk som grundligt förtydligade kvartstonerna i den orientaliska musiken. Arbetet baserades på fakta från tre grundläggande musikkulturer och tre primära språkstammar:  den afroasiatiska, den indoeuropeiska och den altaiska språkstammen.
Han tilldelades stipendium på S:t Petri läroverk i Malmö och nominerades dessutom till bästa projektarbete i Malmö. Hans vidare efterforskningsarbete kring teoretisk musikhistoria för Turkiet, Iran och Irak har diskuterats på internationell nivå, men tvivelaktigheter mellan parter från olika regioner i dessa länder har lett till diskussion om arbetets relevans för till exempel avskiljda musikstilar som är särpräglade med sina tonarter.
Hans första verk som exponerades främst i USA har även föranlett vidare utveckling av tekniska komponenter och ljudsamplingar av främst persiska musikinstrument som han samplat. Låten Santoor Crazy, eller ”Divoneye santoor” var den första låten i serien med kompilationer ur kända 1980-talshitlåtar som han tonsatte i ett brett spektrum av ambience och harmoniskt svärmande stråkar. Tillsammans med Shahan Davanpour (Soltan Music US) och Amin Mosteghi komponerades fem låtar ur den kände, nu avlidne, persiske pianisten Ostad Javad Maroufis verk som Sina haft speciell förkärlek till ända sedan unga år då han lärde sig stycken ur hans "Khabhaye talaeei" (Golden Dreams) och "Jila".
Under 2007 började han bygga upp ett eget ljudbibliotek baserat på IAM (Intelligent Algorithm Modulation) som han själv har utvecklat och programmerat. Under varunamnet "IAM" har han gett ut två multitimbrala ljud (Ney och Guitar) som har använts i olika studioproduktioner, främst för orientalisk musik, men även chillout och ambient. Ljuden har baserats på Korgs PA-serie, men har programmerats för att vara kompatibla med ett flertal andra hårdvaru- samt mjukvaruprodukter. IAM är fortfarande i utvecklingsstadiet, och det finns inga utsatta mål eller planer för projektet eftersom det är ytterst få inblandade parter i projektet.
Hans aktiva samarbetspartner Shahan Davanpour har sedan 2007 haft en ledande roll i Sound4Sina Productions ledning, och han har arrangerat och etablerat samarbeten med ett flertal bolag. Det mesta av deras produktion utkommer i form av promo-material som distribueras till DJ:ar i olika länder.
Varje månad släpps även ett inofficiellt mixset som antingen spelas in i förväg eller spelas in under en live-spelning.

## Diskografi

### Singlar
År 2002 släppte han tillsammans med Nik Kallis, (Australien) en cover på Delirium - Silence.
- 2007:

Gole Maryam (Original Mix)
Gole Maryam (Extended Progressive Mix)
Gole Maryam (Progressive Mix)
Our Iran (Progressive Dariush Mix)
Our Iran (Extended Mix)
Zoor (Tribalistic Mix)
Zoor (Shay-D & Xin'aa Acoustic Mix)
Deserted (Original Mix)
Deserted (ft. Sants & Fleur Vocal Mix)
- 2008:

Someone On Your Mind (Original Mix)
Someone On Your Mind (Electroforez Mix)
Begoo (Persian Original Mix)
Begoo (Shay-D & Pirza Oriental Reggaeton Vocal)
- 2013:

Chorda Bellum (Original Mix)

### Album
- 2003: Synaesthesia In My Mind (Solo)
- 2006: Royaei (Imaginary)
- 2006: Be Tamaashaa'e Abhaye Sepid (Sight of Blue waters) (Solo)
- 2007: Aztèque Mystique (Solo)
- 2008: Oriental Shangri-La

### Produktionsbolag
- År 2003 grundade han Sound4Sina Productions.
- År 2006 grundade han Limited Infinity.

Medverkande produktionsbolag
- Soltan Music (US)
- Phunklabelz (HUN)

### Alias
"Sina Nedadahandeh", "Sina", "Sound4Sina", "DJ Sina", "Xin'aa"